# ساسوکا (بوتان)
ساسوکا (به لاتین: Sasoka) یک منطقهٔ مسکونی در بوتان (کشور) است که در Lhuntse District واقع شده‌است.